# モラン・アティアス
モラン・アティアス（Moran Atias、1981年4月9日 - ）はイスラエル・ハイファ出身の女優・モデル。

## 来歴
モロッコ系ユダヤ人の両親の間に生まれる。
15歳から若者向けのTV番組に出演。17歳でドイツに渡りモデル活動を始め、ロベルト・カヴァッリなどのブランドでモデルとなる。
モデル活動を機にイタリアで人気が高まり、TV番組のホストやラジオDJとしても活躍。国際派モデルとして人気を確立した後は、演技のキャリアを追及し、2005年にメナハム・ゴーラン監督のミュージカル｢Yamim Shel Ahava｣で本格的に映画女優に転進。母国語のヘブライ語、イタリア語、英語といった言語に堪能で母国のイスラエルだけでなくイタリア・アメリカなどの作品に出演する国際的な活躍を見せる。
2007年にはダリオ・アルジェント監督の魔女三部作の最終章となる『サスペリア・テルザ 最後の魔女』の魔女(涙の母)役を演じる。
その後も女優活動の拠点をアメリカに移し、2008年にはポール・ハギスの映画『クラッシュ』を基にしたTVシリーズ『crash クラッシュ』にイネス役でレギュラー出演する。また2010年にはハギスが監督した映画『スリーデイズ』にも出演。

## フィルモグラフィー
映画
| 製作年 | 邦題 原題                                            | 役名                           | 備考           |
| ------ | ---------------------------------------------------- | ------------------------------ | -------------- |
| 2007   | サスペリア・テルザ 最後の魔女 La terza madre         | マーテル・ラクリマルム(涙の母) |                |
| 2008   | エージェント・ゾーハン You Don't Mess with the Zohan | エティ                         | ノークレジット |
| 2009   | マーシャル博士の恐竜ランド Land of the Lost          | パクニ                         |                |
| 2010   | スリーデイズ The Next Three Days                     | エリット                       |                |
| 2013   | サード・パーソン Third Person                        | モニカ                         |                |
| 2014   | Tyrant                                               |                                |                |

テレビ
| 製作年    | 邦題 原題                                  | 役名               | 備考                      |
| --------- | ------------------------------------------ | ------------------ | ------------------------- |
| 2008-2009 | crash クラッシュ Crash                     | イネス             |                           |
| 2018      | レジデント 型破りな天才研修医 The Resident | レナータ・モラーニ | シーズン1: メインキャスト |